# Tillberga
Tillberga – miejscowość (tätort) w Szwecji, w regionie administracyjnym (län) Västmanland, w gminie Västerås.
Według danych Szwedzkiego Urzędu Statystycznego liczba ludności wyniosła: 2151 (31 grudnia 2015), 2118 (31 grudnia 2018) i 2079 (31 grudnia 2019).